# Префектура Токушима
Токушима (Јапански:徳島県; Tokushima-ken) је префектура у Јапану која се налази на острву Шикоку. Главни град је Токушима.